# Лесток, Хайно фон
Ха́йно фон Лесто́к (нем. Heino von L’Estocq) — немецкий кёрлингист.
В составе мужской сборной ФРГ участник двух чемпионатов мира (лучший результат — четвёртое место в 1979) и чемпионата Европы 1979 (заняли седьмое место).
Играл в основном на позиции первого.

## Команды
| Сезон   | Четвёртый   | Третий             | Второй             | Первый                | Турниры           |
| ------- | ----------- | ------------------ | ------------------ | --------------------- | ----------------- |
| 1977—78 | Кит Вендорф | Саша Фишер-Вепплер | Балинт фон Бери    | Хайно фон Лесток      | ЧМ 1978 (6 место) |
| 1978—79 | Кит Вендорф | Балинт фон Бери    | Саша Фишер-Вепплер | Хайно фон Лесток      | ЧМ 1979 (4 место) |
| 1979—80 | Кит Вендорф | Балинт фон Бери    | Хайно фон Лесток   | Peter Fischer-Weppler | ЧЕ 1979 (7 место) |

(скипы выделены полужирным шрифтом)